# Frederik III van Denemarken
Frederik III (Haderslev, 28 maart 1609 - Kopenhagen, 19 februari 1670) was koning van Denemarken en Noorwegen van 1648 tot zijn dood in 1670. Hij was de zoon van koning Christiaan IV van Denemarken en Anna Catharina van Brandenburg.

## Voor zijn koningschap
Frederik werd geboren in Sleeswijk, een hertogdom in het zuiden van Denemarken. Omdat hij de jongste zoon van Christiaan IV was, en zijn kansen op de troon dus klein waren, kreeg hij een aantal andere posten toebedeeld. Zo was hij rond zijn twintigste aartsbisschop van Bremen, later bisschop van Verden en assistent (coadjutor) van de bisschop van Halberstadt. Op zijn achttiende werd hij opperbevelhebber van het fort Stade. Ook hield hij toen al van literatuur en wetenschap. Frederik was een gepassioneerd boekenverzamelaar, en in 1648 stichtte hij de Deense Koninklijke Bibliotheek.
Op 1 oktober 1643 trouwde Frederik met Sophia Amalia van Brunswijk-Lüneburg, dochter van George van Brunswijk-Calenberg wiens ambitieuze karakter Frederik zeker geholpen heeft met zijn toekomstige taken. Hun zoon Christiaan zou zijn opvolger worden, terwijl een andere zoon, George, zou trouwen met Anna Stuart, de latere koningin van Groot-Brittannië (1702-1714) en hun dochter Ulrike Eleonora met Karel XI van Zweden. Anna Sophie huwde met keurvorst Johan George III van Saksen en Frederika Amalia met Christiaan Albrecht van Sleeswijk-Holstein-Gottorp.
Tijdens de desastreuze Deens-Zweedse Oorlog (1643-1645) werd Frederik door zijn vader benoemd tot bevelhebber van de troepen uit de hertogdommen Sleeswijk en Holstein. De opperbevelhebber van de Deense troepen, graaf Anders Bille, eiste het merendeel van de overwinningen van Frederik op, waardoor zijn roem geen hoogtij vierde. Dit was een voorproefje voor Frederiks ruzies met de Deense adel in zijn koningschap.
Met de dood van zijn oudere broer Christiaan in juli 1647 kwam bij Frederik de gedachte van de Deense troon weer in beeld. Toch was het nog niet helemaal zeker of Frederik de troon wel mocht bestijgen, omdat hij niet de eerste keus was, en omdat de Deense adel altijd zeer zelfverrijkend was. Toch lukte het Frederik, door zo snel hij kon alle eisen en verklaringen die aan hem voorgelegd werden te ondertekenen.
Frederik III was, anders dan zijn vader, een erg rustige, rationele en gereserveerde koning.

## Verslagen door Zweden
Tegenover al zijn goede kwaliteiten stond zijn onkunde om een goed overzicht te krijgen van de politieke horizon, en de tekortkomingen van hemzelf en zijn land. Wel zag hij terecht de troonsbestijging van Karel X van Zweden als een bedreiging van zijn land.
Frederik kreeg gelijk toen Karel in juli 1654 Polen binnenviel. Ondanks dat Karel Polen binnenviel, en niet Denemarken, ging er toch een dreiging van uit. Frederik kreeg dan ook extra geld voor het mobiliseren van een leger. Op 23 april kreeg hij van de Rigsraad de toestemming om de Duitse bezittingen van Zweden aan te vallen, en op 1 juni werd officieel de oorlog aan Zweden verklaard.
Maar, in januari en februari 1658 deed Karel al zijn vijanden versteld staan door over de bevroren Grote Belt heen te trekken met zijn leger. Door dit machtsvertoon, en doordat Frederik nu onverwachts enorme tegenstand kreeg, werd hij door dezelfde Rigsraad weer gedwongen om vrede te sluiten. Na de vredesovereenkomst besloten de beide monarchen om de betrekkingen weer wat aan te halen en kwamen ze drie dagen samen in kasteel Frederiksburg, waar de banketten tot diep in de nacht duurden, naar verluidt.

## Wraak op de belegering van Kopenhagen
Ondanks deze festiviteiten was Karel nog niet van zijn veroveringszucht af. Deze keer bedacht hij echter een plan dat nog niet veel vaker was voorgekomen in deze tijd van hoffelijkheden in het leger en in de politiek. Zonder enige oorlogsverklaring landde hij met een groot Zweeds leger bij Kopenhagen op 17 juli. Niemand in Denemarken had zo'n actie verwacht, en iedereen in Denemarken wist ook dat Kopenhagen niet tegen zo'n aanval opgewassen was qua voorraden, garnizoen en verdedigingswerken.
Frederik en de inwoners van Kopenhagen waren bereid de stad tot het laatst te verdedigen. In de drie dagen die het Zweedse leger deed over de tocht over land naar Kopenhagen, hielp heel de stad mee om hem in gereedheid voor een belegering te brengen. Omdat Karel, toen hij er aankwam, zag dat Kopenhagen niet binnen enkele dagen te overwinnen zou zijn, begon hij met een reguliere belegering. Die mislukte toen de Nederlandse vloot onder luitenant-admiraal Jacob van Wassenaer Obdam de Zweedse versloeg in de Slag in de Sont en de stad ontzette. Kopenhagen werd hierdoor op het nippertje gered dankzij de vastberadenheid van zijn inwoners, en door het welbegrepen eigenbelang van de Republiek die niet toe kon staan dat de Zweden de vitale Oostzeehandel zouden beheersen.
Frederik won enorm aan populariteit, waardoor hij in 1660 de monarchie in Denemarken kon omvormen van een gekozen tot een absolute monarchie. Naar aanleiding van de belegering kende Frederik de stad Kopenhagen het gebruik van een wapen toe. Aan de bewoners verleende hij speciale rechten zoals het bezit van goederen, gelijk aan dat van de adel.

## Kinderen
Koning Frederik III trad in 1643 in het huwelijk met Sophia Amalia van Brunswijk-Lüneburg, dochter van George van Brunswijk-Calenberg. Zij kregen de volgende kinderen:
- Christiaan (15 april 1646 - 25 augustus 1699), koning van Denemarken en Noorwegen, huwde Charlotte Amalia van Hessen-Kassel.
- Anna Sophia (1 september 1647 - 1 juli 1717), zij huwde keurvorst Johan Georg III van Saksen en werd daardoor moeder van keurvorst Johan Georg IV van Saksen en van August II van Polen.
- Frederika Amalia (11 april 1649 - 30 oktober 1704), huwde hertog Christiaan Albrecht van Sleeswijk-Holstein-Gottorp.
- Wilhelmina Ernestina (21 juni 1650 - 23 april 1706), huwde prins Karel II van de Palts.
- Frederik (11 oktober 1651 - 14 maart 1652).
- George (2 april 1653 - 28 oktober 1708), huwde de latere koningin Anne van Groot-Brittannië.
- Ulrika Eleonora (1 september 1656 - 26 juli 1693), huwde koning Karel XI van Zweden.
- Dorothea (16 november 1657 - 15 mei 1658).

Hij had ook nog een erkende bastaardzoon Ulrik Frederik Gyldenløve.

## Kwartierstaat
| Christiaan III van Denemarken (1503-1559) | Christiaan III van Denemarken (1503-1559) | Christiaan III van Denemarken (1503-1559) | Christiaan III van Denemarken (1503-1559) | Christiaan III van Denemarken (1503-1559) | Christiaan III van Denemarken (1503-1559) | Dorothea van Saksen-Lauenburg (1511-1571) | Dorothea van Saksen-Lauenburg (1511-1571) | Dorothea van Saksen-Lauenburg (1511-1571) | Dorothea van Saksen-Lauenburg (1511-1571) | Dorothea van Saksen-Lauenburg (1511-1571) | Dorothea van Saksen-Lauenburg (1511-1571) |                                          |                                          | Ulrich van Mecklenburg-Güstrow (1527-1603) | Ulrich van Mecklenburg-Güstrow (1527-1603) | Ulrich van Mecklenburg-Güstrow (1527-1603) | Ulrich van Mecklenburg-Güstrow (1527-1603) | Ulrich van Mecklenburg-Güstrow (1527-1603) | Ulrich van Mecklenburg-Güstrow (1527-1603) | Elisabeth van Denemarken (1524-1586)       | Elisabeth van Denemarken (1524-1586)       | Elisabeth van Denemarken (1524-1586) | Elisabeth van Denemarken (1524-1586) | Elisabeth van Denemarken (1524-1586) | Elisabeth van Denemarken (1524-1586) |  |  | Johan Georg van Brandenburg (1525-1598) | Johan Georg van Brandenburg (1525-1598) | Johan Georg van Brandenburg (1525-1598) | Johan Georg van Brandenburg (1525-1598) | Johan Georg van Brandenburg (1525-1598)      | Johan Georg van Brandenburg (1525-1598)      | Sophia van Liegnitz (1525-1546)              | Sophia van Liegnitz (1525-1546)              | Sophia van Liegnitz (1525-1546)              | Sophia van Liegnitz (1525-1546)              | Sophia van Liegnitz (1525-1546)            | Sophia van Liegnitz (1525-1546)            |                                            |                                            | Johan I van Brandenburg-Küstrin (1513-1571) | Johan I van Brandenburg-Küstrin (1513-1571) | Johan I van Brandenburg-Küstrin (1513-1571)   | Johan I van Brandenburg-Küstrin (1513-1571)   | Johan I van Brandenburg-Küstrin (1513-1571)   | Johan I van Brandenburg-Küstrin (1513-1571)   | Catharina van Brunswijk-Wolfenbüttel (1518–1574) | Catharina van Brunswijk-Wolfenbüttel (1518–1574) | Catharina van Brunswijk-Wolfenbüttel (1518–1574) | Catharina van Brunswijk-Wolfenbüttel (1518–1574) | Catharina van Brunswijk-Wolfenbüttel (1518–1574) | Catharina van Brunswijk-Wolfenbüttel (1518–1574) |  |  |  |  |  |  |  |  |  |  |  |  |  |  |  |  |  |  |  |  |  |  |  |  |  |  |  |  |  |  |  |  |  |  |  |  |  |  |  |  |  |  |  |  |  |  |  |  |
| Christiaan III van Denemarken (1503-1559) | Christiaan III van Denemarken (1503-1559) | Christiaan III van Denemarken (1503-1559) | Christiaan III van Denemarken (1503-1559) | Christiaan III van Denemarken (1503-1559) | Christiaan III van Denemarken (1503-1559) | Dorothea van Saksen-Lauenburg (1511-1571) | Dorothea van Saksen-Lauenburg (1511-1571) | Dorothea van Saksen-Lauenburg (1511-1571) | Dorothea van Saksen-Lauenburg (1511-1571) | Dorothea van Saksen-Lauenburg (1511-1571) | Dorothea van Saksen-Lauenburg (1511-1571) |                                          |                                          | Ulrich van Mecklenburg-Güstrow (1527-1603) | Ulrich van Mecklenburg-Güstrow (1527-1603) | Ulrich van Mecklenburg-Güstrow (1527-1603) | Ulrich van Mecklenburg-Güstrow (1527-1603) | Ulrich van Mecklenburg-Güstrow (1527-1603) | Ulrich van Mecklenburg-Güstrow (1527-1603) | Elisabeth van Denemarken (1524-1586)       | Elisabeth van Denemarken (1524-1586)       | Elisabeth van Denemarken (1524-1586) | Elisabeth van Denemarken (1524-1586) | Elisabeth van Denemarken (1524-1586) | Elisabeth van Denemarken (1524-1586) |  |  | Johan Georg van Brandenburg (1525-1598) | Johan Georg van Brandenburg (1525-1598) | Johan Georg van Brandenburg (1525-1598) | Johan Georg van Brandenburg (1525-1598) | Johan Georg van Brandenburg (1525-1598)      | Johan Georg van Brandenburg (1525-1598)      | Sophia van Liegnitz (1525-1546)              | Sophia van Liegnitz (1525-1546)              | Sophia van Liegnitz (1525-1546)              | Sophia van Liegnitz (1525-1546)              | Sophia van Liegnitz (1525-1546)            | Sophia van Liegnitz (1525-1546)            |                                            |                                            | Johan I van Brandenburg-Küstrin (1513-1571) | Johan I van Brandenburg-Küstrin (1513-1571) | Johan I van Brandenburg-Küstrin (1513-1571)   | Johan I van Brandenburg-Küstrin (1513-1571)   | Johan I van Brandenburg-Küstrin (1513-1571)   | Johan I van Brandenburg-Küstrin (1513-1571)   | Catharina van Brunswijk-Wolfenbüttel (1518–1574) | Catharina van Brunswijk-Wolfenbüttel (1518–1574) | Catharina van Brunswijk-Wolfenbüttel (1518–1574) | Catharina van Brunswijk-Wolfenbüttel (1518–1574) | Catharina van Brunswijk-Wolfenbüttel (1518–1574) | Catharina van Brunswijk-Wolfenbüttel (1518–1574) |  |  |  |  |  |  |  |  |  |  |  |  |  |  |  |  |  |  |  |  |  |  |  |  |  |  |  |  |  |  |  |  |  |  |  |  |  |  |  |  |  |  |  |  |  |  |  |  |
|                                           |                                           |                                           |                                           |                                           |                                           |                                           |                                           |                                           |                                           |                                           |                                           |                                          |                                          |                                            |                                            |                                            |                                            |                                            |                                            |                                            |                                            |                                      |                                      |                                      |                                      |  |  |                                         |                                         |                                         |                                         |                                              |                                              |                                              |                                              |                                              |                                              |                                            |                                            |                                            |                                            |                                             |                                             |                                               |                                               |                                               |                                               |                                                  |                                                  |                                                  |                                                  |                                                  |                                                  |  |  |  |  |  |  |  |  |  |  |  |  |  |  |  |  |  |  |  |  |  |  |  |  |  |  |  |  |  |  |  |  |  |  |  |  |  |  |  |  |  |  |  |  |  |  |  |  |
|                                           |                                           |                                           |                                           | Frederik II van Denemarken (1534-1588)    | Frederik II van Denemarken (1534-1588)    | Frederik II van Denemarken (1534-1588)    | Frederik II van Denemarken (1534-1588)    | Frederik II van Denemarken (1534-1588)    | Frederik II van Denemarken (1534-1588)    |                                           |                                           |                                          |                                          |                                            |                                            | Sophia van Mecklenburg-Güstrow (1557-1631) | Sophia van Mecklenburg-Güstrow (1557-1631) | Sophia van Mecklenburg-Güstrow (1557-1631) | Sophia van Mecklenburg-Güstrow (1557-1631) | Sophia van Mecklenburg-Güstrow (1557-1631) | Sophia van Mecklenburg-Güstrow (1557-1631) |                                      |                                      |                                      |                                      |  |  |                                         |                                         |                                         |                                         | Joachim Frederik van Brandenburg (1546-1608) | Joachim Frederik van Brandenburg (1546-1608) | Joachim Frederik van Brandenburg (1546-1608) | Joachim Frederik van Brandenburg (1546-1608) | Joachim Frederik van Brandenburg (1546-1608) | Joachim Frederik van Brandenburg (1546-1608) |                                            |                                            |                                            |                                            |                                             |                                             | Catharina van Brandenburg-Küstrin (1549-1602) | Catharina van Brandenburg-Küstrin (1549-1602) | Catharina van Brandenburg-Küstrin (1549-1602) | Catharina van Brandenburg-Küstrin (1549-1602) | Catharina van Brandenburg-Küstrin (1549-1602)    | Catharina van Brandenburg-Küstrin (1549-1602)    |                                                  |                                                  |                                                  |                                                  |  |  |  |  |  |  |  |  |  |  |  |  |  |  |  |  |  |  |  |  |  |  |  |  |  |  |  |  |  |  |  |  |  |  |  |  |  |  |  |  |  |  |  |  |  |  |  |  |
|                                           |                                           |                                           |                                           | Frederik II van Denemarken (1534-1588)    | Frederik II van Denemarken (1534-1588)    | Frederik II van Denemarken (1534-1588)    | Frederik II van Denemarken (1534-1588)    | Frederik II van Denemarken (1534-1588)    | Frederik II van Denemarken (1534-1588)    |                                           |                                           |                                          |                                          |                                            |                                            | Sophia van Mecklenburg-Güstrow (1557-1631) | Sophia van Mecklenburg-Güstrow (1557-1631) | Sophia van Mecklenburg-Güstrow (1557-1631) | Sophia van Mecklenburg-Güstrow (1557-1631) | Sophia van Mecklenburg-Güstrow (1557-1631) | Sophia van Mecklenburg-Güstrow (1557-1631) |                                      |                                      |                                      |                                      |  |  |                                         |                                         |                                         |                                         | Joachim Frederik van Brandenburg (1546-1608) | Joachim Frederik van Brandenburg (1546-1608) | Joachim Frederik van Brandenburg (1546-1608) | Joachim Frederik van Brandenburg (1546-1608) | Joachim Frederik van Brandenburg (1546-1608) | Joachim Frederik van Brandenburg (1546-1608) |                                            |                                            |                                            |                                            |                                             |                                             | Catharina van Brandenburg-Küstrin (1549-1602) | Catharina van Brandenburg-Küstrin (1549-1602) | Catharina van Brandenburg-Küstrin (1549-1602) | Catharina van Brandenburg-Küstrin (1549-1602) | Catharina van Brandenburg-Küstrin (1549-1602)    | Catharina van Brandenburg-Küstrin (1549-1602)    |                                                  |                                                  |                                                  |                                                  |  |  |  |  |  |  |  |  |  |  |  |  |  |  |  |  |  |  |  |  |  |  |  |  |  |  |  |  |  |  |  |  |  |  |  |  |  |  |  |  |  |  |  |  |  |  |  |  |
|                                           |                                           |                                           |                                           |                                           |                                           |                                           |                                           |                                           |                                           | Christiaan IV van Denemarken (1577-1648)  | Christiaan IV van Denemarken (1577-1648)  | Christiaan IV van Denemarken (1577-1648) | Christiaan IV van Denemarken (1577-1648) | Christiaan IV van Denemarken (1577-1648)   | Christiaan IV van Denemarken (1577-1648)   |                                            |                                            |                                            |                                            |                                            |                                            |                                      |                                      |                                      |                                      |  |  |                                         |                                         |                                         |                                         |                                              |                                              |                                              |                                              |                                              |                                              | Anna Catharina van Brandenburg (1575-1612) | Anna Catharina van Brandenburg (1575-1612) | Anna Catharina van Brandenburg (1575-1612) | Anna Catharina van Brandenburg (1575-1612) | Anna Catharina van Brandenburg (1575-1612)  | Anna Catharina van Brandenburg (1575-1612)  |                                               |                                               |                                               |                                               |                                                  |                                                  |                                                  |                                                  |                                                  |                                                  |  |  |  |  |  |  |  |  |  |  |  |  |  |  |  |  |  |  |  |  |  |  |  |  |  |  |  |  |  |  |  |  |  |  |  |  |  |  |  |  |  |  |  |  |  |  |  |  |
|                                           |                                           |                                           |                                           |                                           |                                           |                                           |                                           |                                           |                                           | Christiaan IV van Denemarken (1577-1648)  | Christiaan IV van Denemarken (1577-1648)  | Christiaan IV van Denemarken (1577-1648) | Christiaan IV van Denemarken (1577-1648) | Christiaan IV van Denemarken (1577-1648)   | Christiaan IV van Denemarken (1577-1648)   |                                            |                                            |                                            |                                            |                                            |                                            |                                      |                                      |                                      |                                      |  |  |                                         |                                         |                                         |                                         |                                              |                                              |                                              |                                              |                                              |                                              | Anna Catharina van Brandenburg (1575-1612) | Anna Catharina van Brandenburg (1575-1612) | Anna Catharina van Brandenburg (1575-1612) | Anna Catharina van Brandenburg (1575-1612) | Anna Catharina van Brandenburg (1575-1612)  | Anna Catharina van Brandenburg (1575-1612)  |                                               |                                               |                                               |                                               |                                                  |                                                  |                                                  |                                                  |                                                  |                                                  |  |  |  |  |  |  |  |  |  |  |  |  |  |  |  |  |  |  |  |  |  |  |  |  |  |  |  |  |  |  |  |  |  |  |  |  |  |  |  |  |  |  |  |  |  |  |  |  |
|                                           |                                           |                                           |                                           |                                           |                                           |                                           |                                           |                                           |                                           |                                           |                                           |                                          |                                          |                                            |                                            |                                            |                                            |                                            |                                            |                                            |                                            |                                      |                                      |                                      |                                      |  |  |                                         |                                         |                                         |                                         |                                              |                                              |                                              |                                              |                                              |                                              |                                            |                                            |                                            |                                            |                                             |                                             |                                               |                                               |                                               |                                               |                                                  |                                                  |                                                  |                                                  |                                                  |                                                  |  |  |  |  |  |  |  |  |  |  |  |  |  |  |  |  |  |  |  |  |  |  |  |  |  |  |  |  |  |  |  |  |  |  |  |  |  |  |  |  |  |  |  |  |  |  |  |  |
|                                           |                                           |                                           |                                           |                                           |                                           |                                           |                                           |                                           |                                           |                                           |                                           |                                          |                                          |                                            |                                            |                                            |                                            |                                            |                                            |                                            |                                            |                                      |                                      |                                      |                                      |  |  |                                         |                                         |                                         |                                         |                                              |                                              |                                              |                                              |                                              |                                              |                                            |                                            |                                            |                                            |                                             |                                             |                                               |                                               |                                               |                                               |                                                  |                                                  |                                                  |                                                  |                                                  |                                                  |  |  |  |  |  |  |  |  |  |  |  |  |  |  |  |  |  |  |  |  |  |  |  |  |  |  |  |  |  |  |  |  |  |  |  |  |  |  |  |  |  |  |  |  |  |  |  |  |
|                                           |                                           |                                           |                                           | Frederik van Denemarken (1599-1599)       | Frederik van Denemarken (1599-1599)       | Frederik van Denemarken (1599-1599)       | Frederik van Denemarken (1599-1599)       | Frederik van Denemarken (1599-1599)       | Frederik van Denemarken (1599-1599)       |                                           |                                           | Christiaan van Denemarken (1603-1647)    | Christiaan van Denemarken (1603-1647)    | Christiaan van Denemarken (1603-1647)      | Christiaan van Denemarken (1603-1647)      | Christiaan van Denemarken (1603-1647)      | Christiaan van Denemarken (1603-1647)      |                                            |                                            | Sofie van Denemarken (1604-1604)           | Sofie van Denemarken (1604-1604)           | Sofie van Denemarken (1604-1604)     | Sofie van Denemarken (1604-1604)     | Sofie van Denemarken (1604-1604)     | Sofie van Denemarken (1604-1604)     |  |  | Elisabeth van Denemarken (1607-1608)    | Elisabeth van Denemarken (1607-1608)    | Elisabeth van Denemarken (1607-1608)    | Elisabeth van Denemarken (1607-1608)    | Elisabeth van Denemarken (1607-1608)         | Elisabeth van Denemarken (1607-1608)         |                                              |                                              | Frederik III van Denemarken (1609-1670)      | Frederik III van Denemarken (1609-1670)      | Frederik III van Denemarken (1609-1670)    | Frederik III van Denemarken (1609-1670)    | Frederik III van Denemarken (1609-1670)    | Frederik III van Denemarken (1609-1670)    |                                             |                                             | Ulrich van Denemarken (1611-1633)             | Ulrich van Denemarken (1611-1633)             | Ulrich van Denemarken (1611-1633)             | Ulrich van Denemarken (1611-1633)             | Ulrich van Denemarken (1611-1633)                | Ulrich van Denemarken (1611-1633)                |                                                  |                                                  |                                                  |                                                  |  |  |  |  |  |  |  |  |  |  |  |  |  |  |  |  |  |  |  |  |  |  |  |  |  |  |  |  |  |  |  |  |  |  |  |  |  |  |  |  |  |  |  |  |  |  |  |  |

## Trivia
- Simon Paulli was de eerste lijfarts van Frederik.